# Semàfor
|  | No s'ha de confondre amb semàfor (comunicació). |

Llums de trànsit

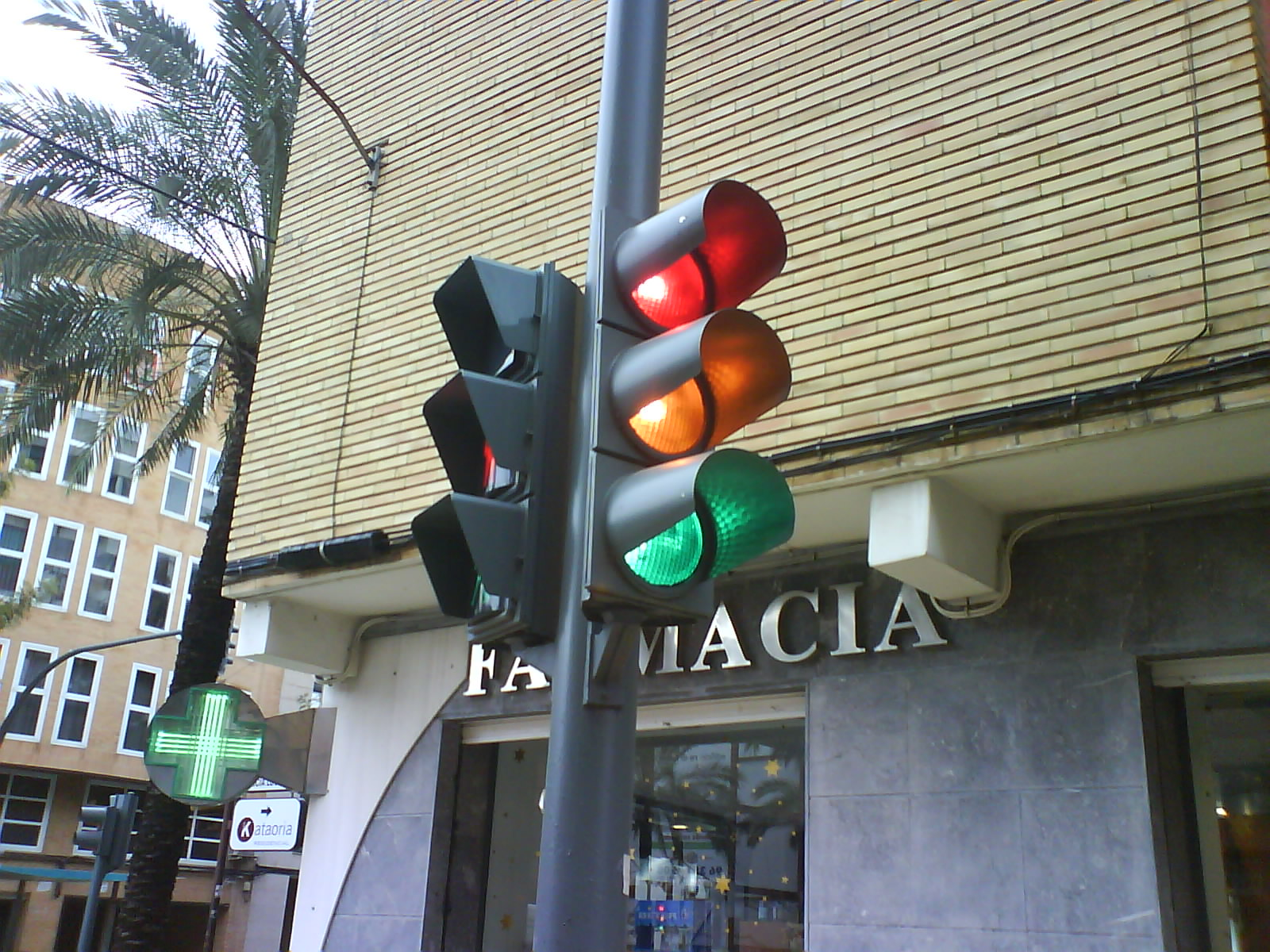
Semàfor

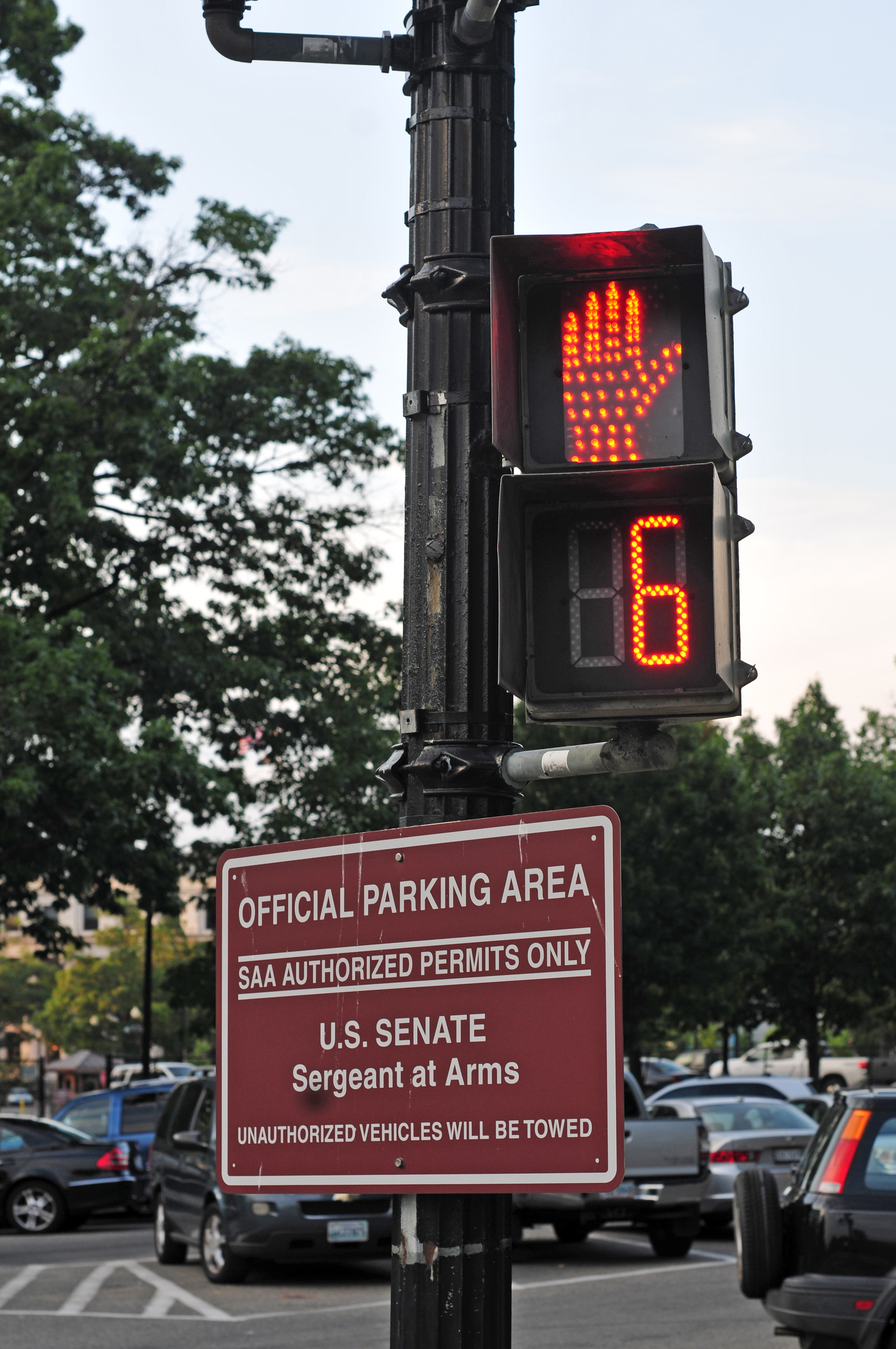
Semàfor a Washington.

Un semàfor és senyal de circulació automàtic, que regula el dret de pas de vehicles i vianants a les interseccions de les carreteres. És un aparell elèctric lluminós que en la forma bàsica té tres colors: vermell (parar), groc o carabassó (parar, si es pot frenar amb seguretat) i verd (passar). El groc o carabassó intermitent indica que el semàfor és fora d'ús i que es pot passar amb prudència. Es fan servir en llocs on no n'hi ha prou amb les normes de prioritat o els senyals verticals per a regular el trànsit, com ara la densitat o una geografia particular.
L'ordre de prioritat entre els senyals de circulació és: senyals d'agent de circulació, senyals circumstancials, semàfors, senyals verticals i marques viàries.
El cicle d’un semàfor o sistemes de semàfors és el temps que transcorre entre dos senyals idèntics, una fase és una fracció del cicle.
N'hi ha mants variants per a respondre a situacions particulars o per a regular la circulació d'usuaris de la via particulars: vianants, ciclistes, vehicles de transport públic, als passos de ferrocarril etc.

## Components
El semàfor té els següents components:
- Cap: L'armadura que conté les làmpades i té una o més cares, fixat a un suport.

- Lent: És la part de la unitat òptica que per refracció dirigeix la llum provinent del llum i del seu reflector en l'adreça desitjada.

- Visera: És un element que es col·loca damunt o al voltant de cadascuna de les unitats òptiques, per evitar que, a determinades hores, els rajos del sol incideixin sobre aquestes i facin l'efecte d'estar il·luminades, i també per impedir que el senyal emès pel semàfor sigui vista des d'altres llocs diferents cap al qual està enfocat. Amb els LED, aquesta part esdevé superflu.[4]

- Placa de contrast: Element utilitzat per incrementar la visibilitat del semàfor i evitar que altres fonts lumíniques confonguin al conductor.
- El controlador, que pot ser local o a distància, que col·lecta les dades i que elabora i executa un horari.

## Evolució tècnica
Els semàfors han evolucionat amb el pas del temps, per millorar la fluïdesa es van fer més complexos i també més intel·ligents. Els primers tenien només dos colors, vermell i verd. El 1920, William Potts, un agent de circulació de la ciutat de Detroit hi va afegir el color carbassó, per avisar als conductors que el semàfor estava a punt de canviar de verd a vermell, per a evitar així les perilloses frenades brusques.
Des dels anys vint del segle xx ciutats com Berlín, Londres i Nova York han començat  a desenvolupar el sistema d'ona verda: un sistema de coordinació de semàfors que permet a un vehicle recórrer tot un trajecte sense haver-se d'aturar quan manté una velocitat constant. Després de l'accionament manual primitiu aviat es va passar al control electromagnètic. Aquest romania força rígid, malgrat temporitzadors i rellotges electromecànics i complicats per a adaptar els senyals a la densitat real. La incorporació de sensors i el desenvolupament de controladors lògics programables, la connexió a les centrals de control del trànsit que permeten una adaptació de les fases a distància. Aquests sistemes creen una gestió del trànsit flexible en temps real, incorporen aprenentatge automàtic, control dinàmic de les fases i aporten una pila de dades per millorar la circulació.
Les làmpades LED van reemplaçar les tradicionals bombetes amb tots els avantatges de baix consum, millor contrast i una vida estimada cinquanta vegades superior el que en redueix el cost de manteniment. Els LED també permeten imatges animades sobretot en la fase verda o per a indicar el temps fins a un canvi de fase.

## Simbologia

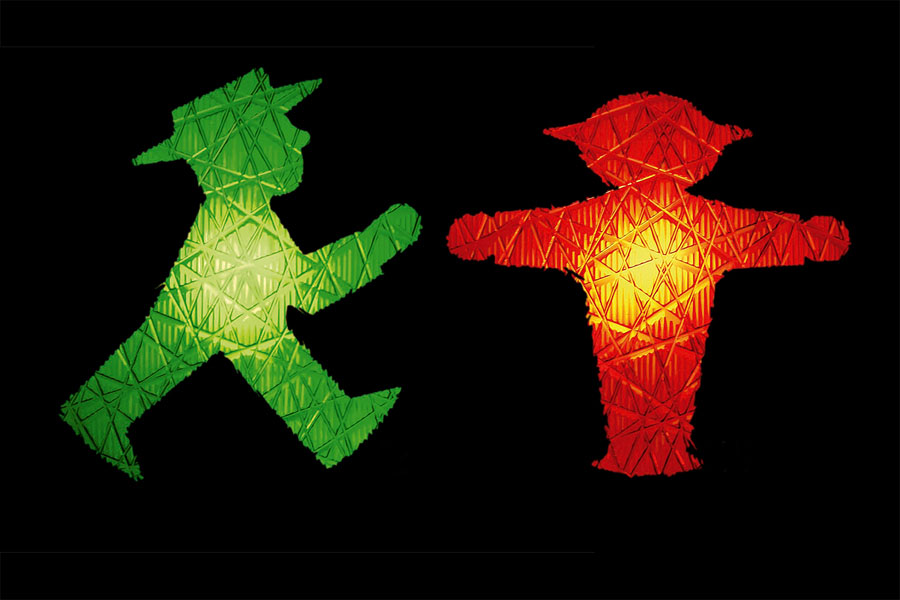
Ampelmännchen (1969)

La funcionalitat no permet gaires fantasies de disseny: cercles plens de tres colors i sagetes en diferents formes, segons la situació local. Els semàfors per a vianants formen una excepció a la regla. Si a Europa occidental, es va limitar a un senzill pictograma d'un home primet, a la República Democràtica Alemanya s'ha fet tot un estudi per obtenir una figura que deixa passar més llum i que alhora incitat els vianants a respectar. El resultat va ser el «Ampelmännchen» (‘L'homenot del semàfor’) amb el seu barret típic, el primer semàfor d'autor, fet pel psicòleg Karl Pegau (1927-2009). Després de la reunificació alemanya del 1990, els occidentals van voler estandarditzar i introduir el pictograma raquític europeu, el que va desencadenar una ona de protesta. Finalment, l'homenot va ser salvat, va rebre protecció legal i alhora va obrir la porta a altres figures locals, a condició que: «que només difereixen lleugerament de les oficials, i que l'usuari mitjà atent i sensat, en pot comprendre el significat». Un estudi científic del 2013 ha provat que amb l'homenot humanitzat s'obté un millor acatament pels vianants, que amb el pictograma gairebé abstracte.

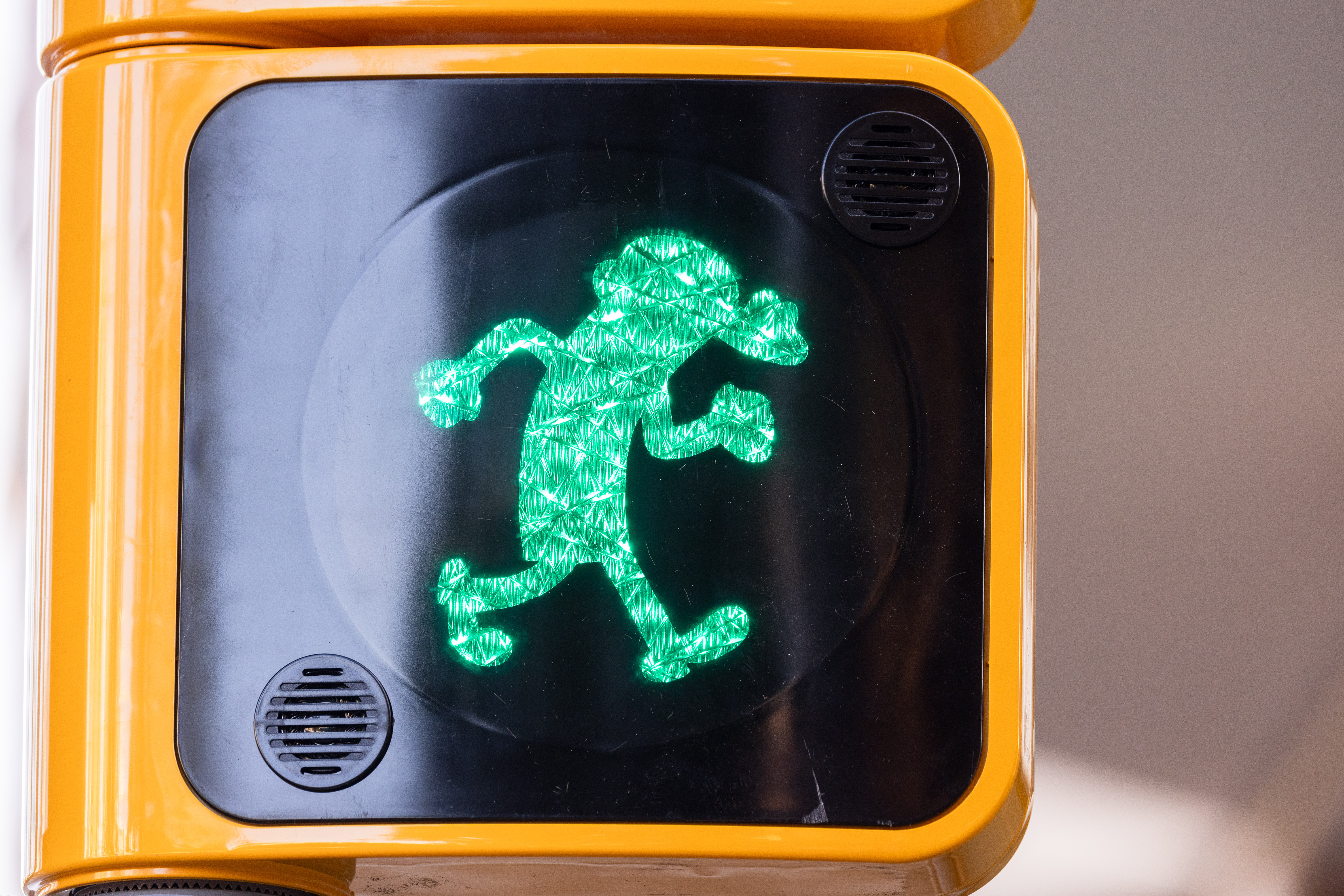
Semàfor amb Mortadel·lo de Francisco Ibañez

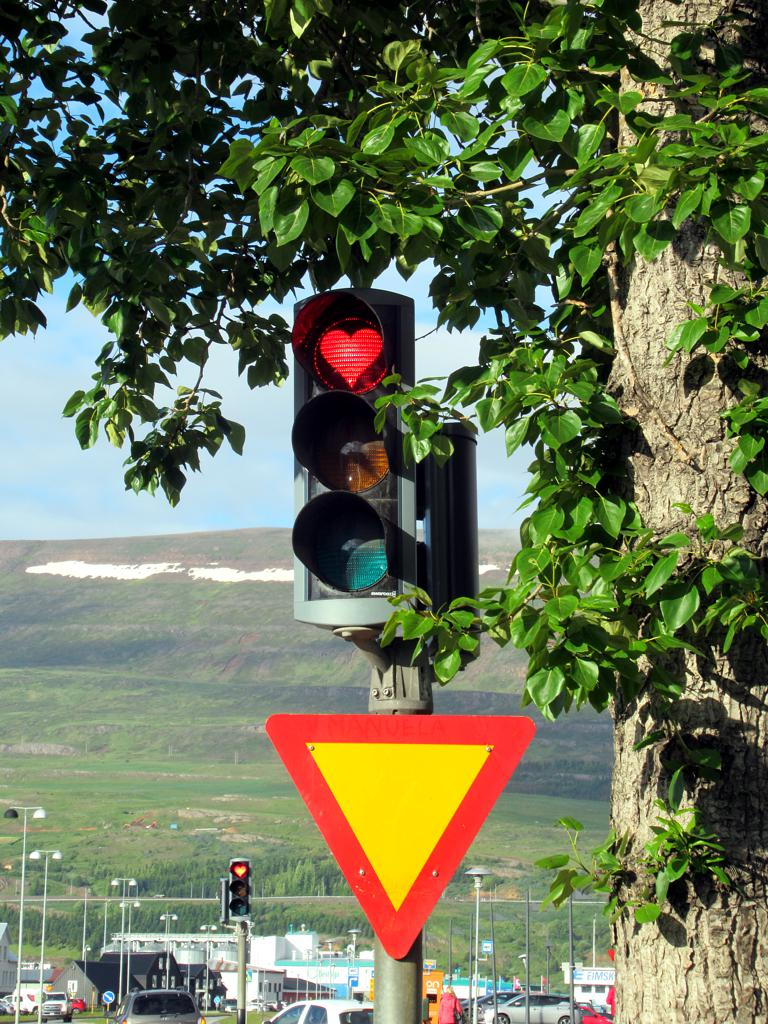
Semàfor en forma de cor a Akureyri a Islàndia

Els semàfors per als vianants també s'han obert a un element lúdic, amb personatges de còmics, com ara Filemon i Mortadela de Francisco Ibañez. A Emden, ciutat nadiu del dibuixant Otto Waalkes, a Alemanya el 2019 hi volien posar l'«Otifant» un elefant mític de les historietes de Waalkes, però el ministeri del Trànsit s'hi va oposar: no s'hi poden posar animals, només figures humanes. L'Ajuntament d'Emden aviat ha trobat la solució per honorar el seu fill predilecte, en lloc de l'Otifant, hi han posat el mateix Otto.
D'ençà no paren de desenvolupar altres variants. S'ha criticat que només i representen homes, així l'Ajuntament de València hi ha afegit figures femenines i l'homenot alemany ha rebut una col·lega femenina. El 2024, L’Ajuntament d'Esplugues ha incorporat simbologia LGTBI en tres semàfors del municipi per la defensa i la visibilitat de la diversitat afectiva, sexual i de gènere. Altres ciutats hi posen parelles de diferents varietats.
L'únic cas d'un semàfor per autos «personalitzat» conegut és la ciutat d'Akureyri a Islàndia, que ha reemplaçat el cercle vermell per un cor, després de la crisi financera de 2008, per a incitar la població a idees positives. Mentrestant ha esdevingut un símbol de la ciutat.

## Història
Es pot considerar el primer semàfor els llums de trànsit que s'havien instal·lat a l'exterior del parlament britànic de Westminster; obra de l'enginyer J.P. Knight, especialista en senyals de ferrocarril. Aquest aparell va començar a funcionar el 10 de desembre del 1868. Imitava els senyals de ferrocarril i només utilitzava els llums de gas vermells i verds a la nit. Dos brunzits assenyalaven que el trànsit que podia avançar era el de l'avinguda i un sol brunzit indicava que era el trànsit del carrer 105. No va tenir una llarga existència atès que un desafortunat accident va provocar que explotés i matés un policia.

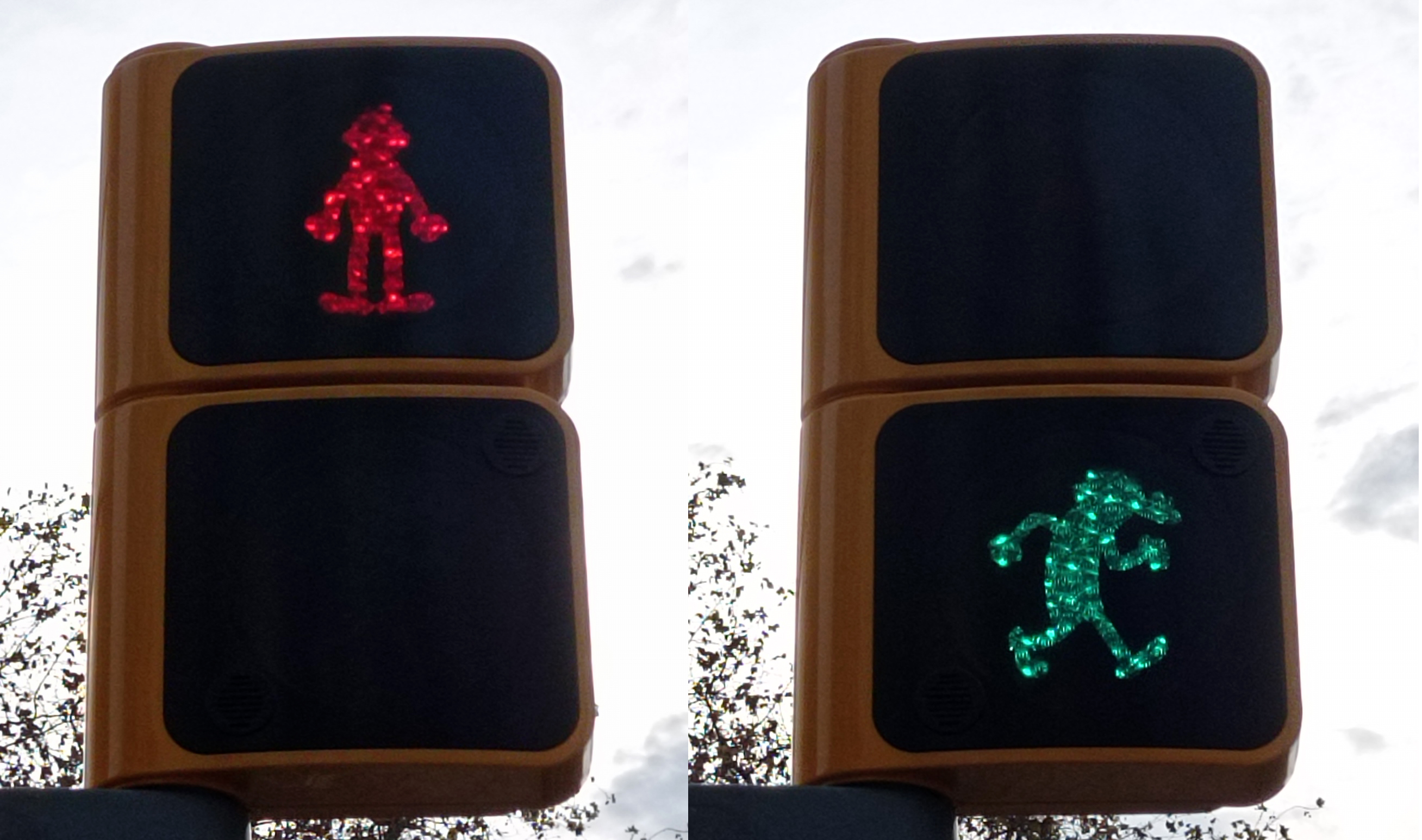
Semàfors de vianants

El 4 d'agost del 1914 es va instal·lar el primer semàfor modern, a Cleveland, Estats Units d'Amèrica. Gestionava el trànsit entre l'avinguda Euclid i el carrer 105 Est. Tenia llums vermells i verds, posats sobre uns suports amb forma de braç. A més, incorporava un emissor de brunzits tal com el seu antecessor anglès.
El primer semàfor de Catalunya es va plaçar l'any 1927 a Barcelona, a la cruïlla Balmes-Provença, exemple de tecnologia nova a l'ocasió de l'Exposició Universal. Era també el primer de tota Espanya. El cicle tenia fases de tres minuts. Com que  massa autos no respectaven el verd, si va afegir un guàrdia urbà que podia manualment canviar la fase. El més antic, encara en funcionament és al darrere tram del carrer Comte d'Urgell, data dels anys quaranta o cinquanta del segle xx i va ser restaurat el 2013 i equipat de llums led moderns, però va conservar l'aspecte original.